# Albert Fischer (Maler)
Albert Fischer (* 13. Oktober 1940 in München; † 26. November 2003 in Herrsching am Ammersee) war ein gehörloser deutscher Kunstmaler und Restaurator. Sein Künstlername lautete Fise.

## Leben
Albert Fischer lebte mit seiner Frau Heidi und Sohn Oliver in Buch am Ammersee. Dort erfuhr er Inspiration sowie die nötige Ruhe für seine Arbeit und entwickelte seine eigene Form der Malerei – die „Fise-ART“.
Die Süddeutsche Zeitung schrieb darüber:
„Auf intensiv farbigem Bildgrund verbindet der Maler fein strukturierte Linienmuster. So hat er auch hier wieder eine Ausdrucksmöglichkeit für sein Thema gefunden: Zu zeigen, dass einander Fremdes sich nicht fremd bleiben muss, wenn sich beide Seiten mit offenen Augen und offenem Herzen um Verstehen bemühen.“ Süddeutsche Zeitung, 1. Februar 1999
Er verlor im ersten Lebensjahr sein Gehör, besuchte die Landestaubstummenanstalt München, die sich während seiner Schulzeit in Tegernsee befand. Nach der Schulentlassung studierte er von 1956 bis 1959 Kunst bei Blocherer in München. Nach mehreren Volontariaten in München und Bonn machte er sich als Gemälderestaurator selbstständig. Von 1958 an war er Mitglied der Künstlervereinigung Fürstenfeldbruck. Es folgten deutschlandweit Einzel- und Gruppenausstellungen.
Fise war auch ein Verfechter der Selbstbestimmung gehörloser Leute. Er verfasste viele Artikel für verschiedene Zeitungen und war ein gern gesehener, aber auch wegen seiner strikten Haltung gefürchteter Gast bei Podiumsdiskussionen und TV-Debatten.
Mit Hilfe der Malerei konnte er ausdrücken, was ihn bewegte. „… ich gebe jedem Farbton alles was ich habe und vor allem, was ich genau will. Der Zufall spielt nicht mit mir, vielmehr spielt meine Phantasie mit ihm.“
Für seine künstlerische und politische Arbeit erhielt er mehrere Preise, darunter den Preis „Gehörlosenkultur 2001“.
Im November 2003 verstarb Fise plötzlich und unerwartet an einer schweren Krankheit. Er erfuhr posthum viele Ehrungen und Auszeichnungen, u. a. den Kulturpreis des Deutschen Gehörlosenbundes 2008.
Das Bayerische Fernsehen strahlte 2004 einen Nachruf aus, der in den darauf folgenden Jahren deutschlandweit in allen dritten Fernsehprogrammen wiederholt wurde. 2012 waren zwei weitere Sendungen in Produktion und seine Werke auf mehreren Ausstellungen und den Kulturtagen der Gehörlosen zu sehen.